# Nikita Simonov
Nikita Simonov (né le 16 juillet 1996 en Russie) est un gymnaste artistique russe, naturalisé azerbaïdjanais en 2018.
Il est septième de la finale des anneaux aux Championnats du monde de gymnastique artistique 2018.